# 今泉町 (桐生市)
今泉町（いまいずみちょう）は、群馬県桐生市の旧町名である。
現在の東一丁目の南部と東四丁目にあたる。1966年（昭和41年）の住居表示の実施により、東一丁目・四丁目の一部となった。

## 地理
桐生市の中部に位置し、諏訪町・芳町・安楽土町・清水町・栄町とともに桐生市第七区に属していた。
東北部は安楽土町に、東部から南部にかけて清水町に、西部は高砂町に、西北部は泉町に、北部は諏訪町にそれぞれ接していた。
桐生タイムス社の所在地であり、町内中部を広見通りが貫いている。

## 歴史
かつての今泉村の中心部にあたる。1873年（明治6年）に、今泉村、堤村、本宿村、村松村が合併して安楽土村となる。
1889年（明治22年）の町村制施行により、桐生新町、新宿村、安楽土村、下久方村、上久方村平井が合併して桐生町が発足、安楽土村は桐生町の大字の一つとなる。1921年（大正10年）の市制施行を経て、1929年（昭和4年）に大字が廃止され、今泉町が新設された。
1966年（昭和41年）の住居表示の実施に伴う町名変更により、今泉町の北部が東一丁目、南部が東四丁目となった。